# Накопительный счёт
Накопительный счёт — это вклад, который позволит вкладчику не только получать процентный доход, но и снимать часть вклада до минимальной суммы. Для того, чтобы делать это регулярно, можно оставить в банке распоряжение для автоматического перечисления денег с накопительного счёта на текущий.
Накопительный счёт — это счёт, который можно пополнять на любую сумму, а также свободно её снимать, процентный доход начисляется в основном на ту часть денег, которая пролежала на счету месяц.
Накопительные счета в обязательном порядке открываются при создании юридического лица. В соответствии с требованиями законодательства вновь создаваемое юридическое лицо на момент государственной регистрации должно сформировать в установленном порядке в зависимости от его организационно-правовой формы уставный капитал (уставный фонд, складочный капитал, паевые взносы). Аккумулирование денежных средств для формирования уставного капитала и должно осуществляться на накопительных счетах, открываемых в кредитных организациях.